# 幽灵成像
幽灵成像（英语： Ghost Imaging，GI），是一种利用光场的二阶或高阶关联获得物体信息的成像方法。幽灵成像成为一种新的灵异数据（或称幽灵数据）。

## 概述
幽灵成像属于非定域成像，其概念起源于20世纪50年代的HB-T实验。继纠缠光量子成像实验之后，陆续有研究者提出了经典光量子成像、无透镜量子成像、计算量子成像、差分量子成像等技术。幽灵成像技术在光刻、激光雷达、生物组织造影、水下成像等领域都有应用。